# Euphorbia cyathophora
Euphorbia cyathophora är en törelväxtart som beskrevs av Johan Andreas Murray. Euphorbia cyathophora ingår i släktet törlar, och familjen törelväxter. Inga underarter finns listade i Catalogue of Life.

## Bildgalleri

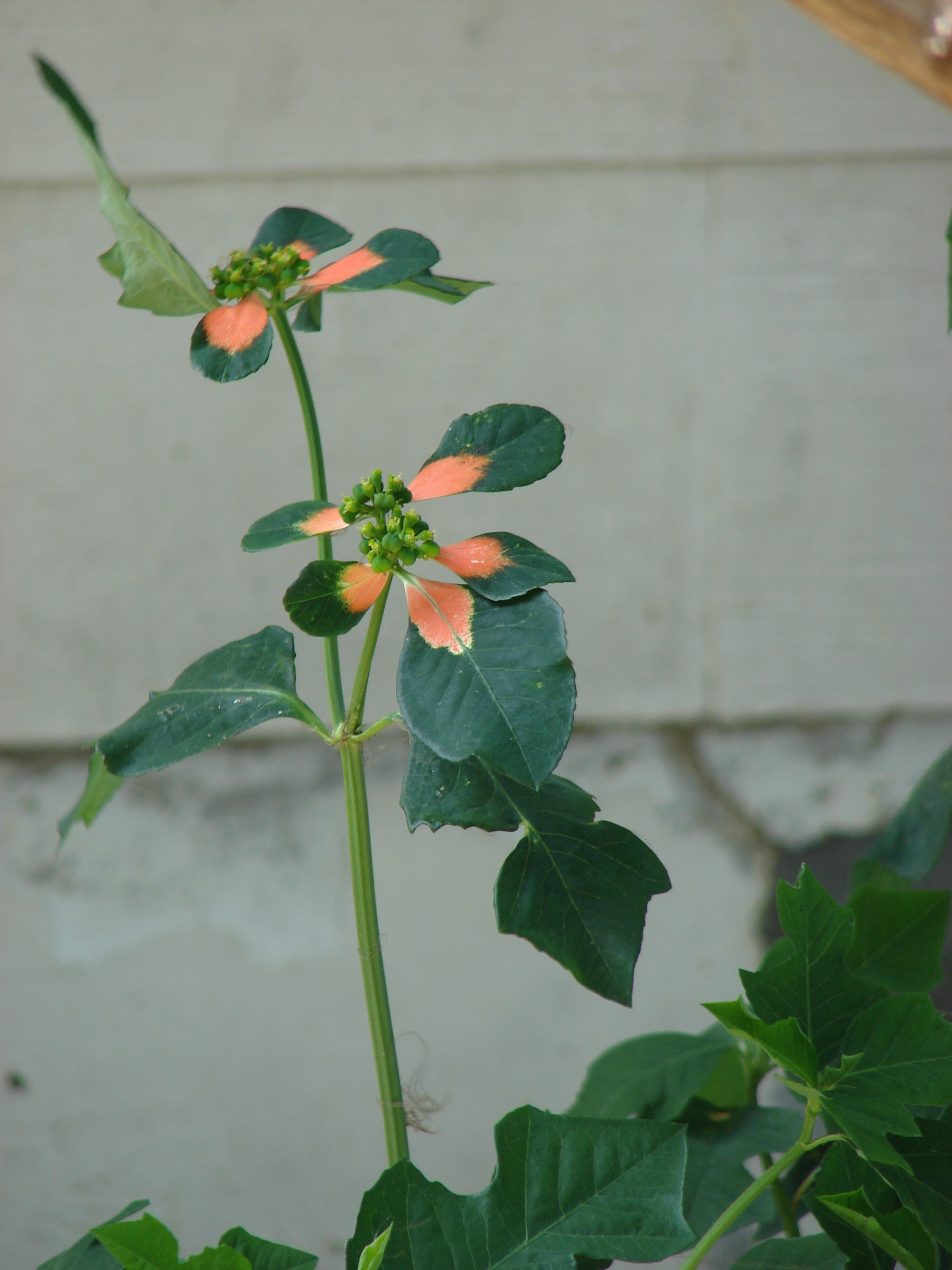
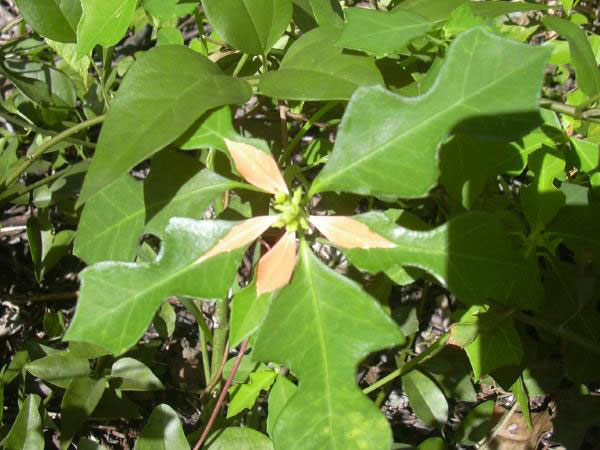
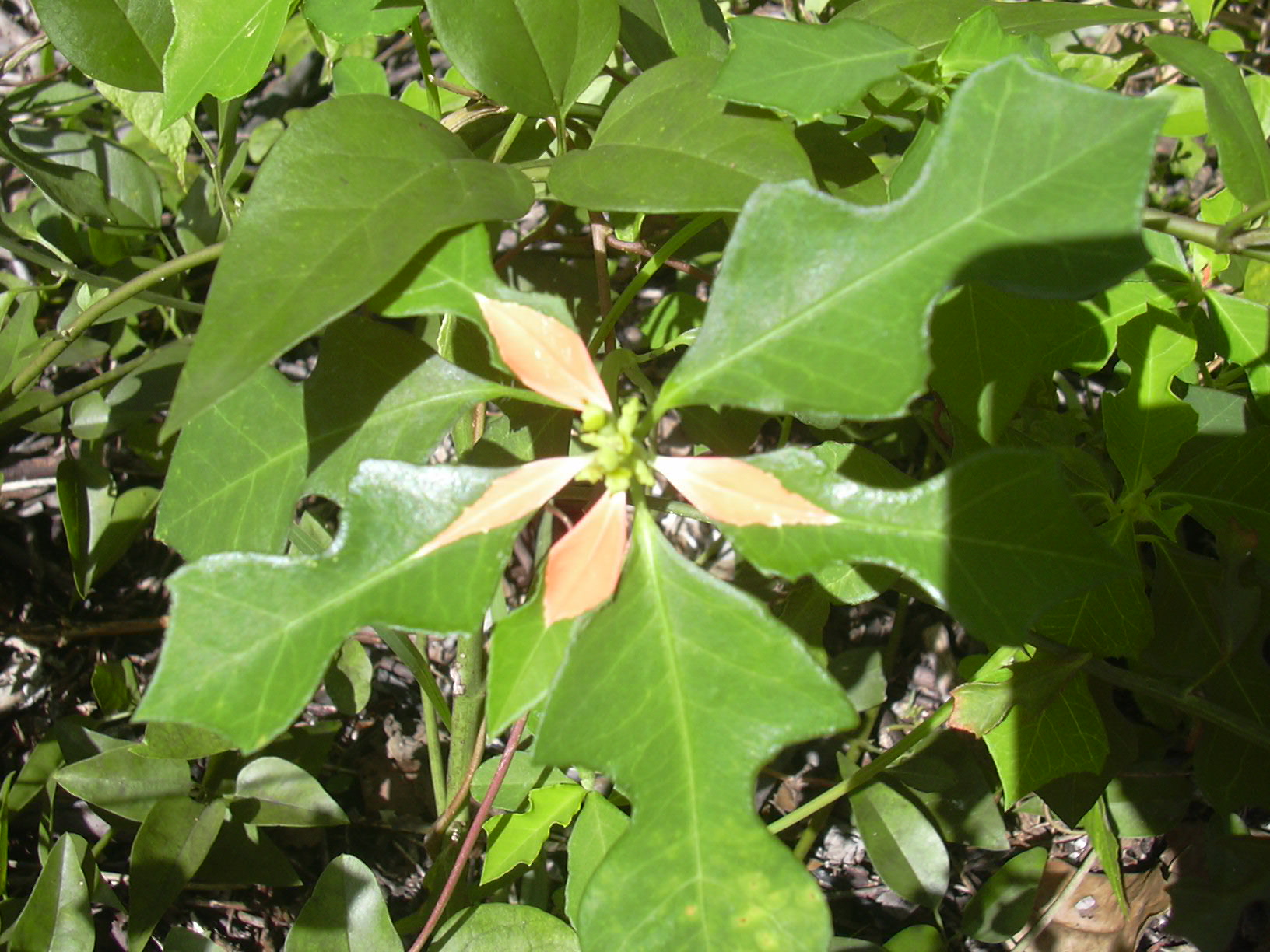
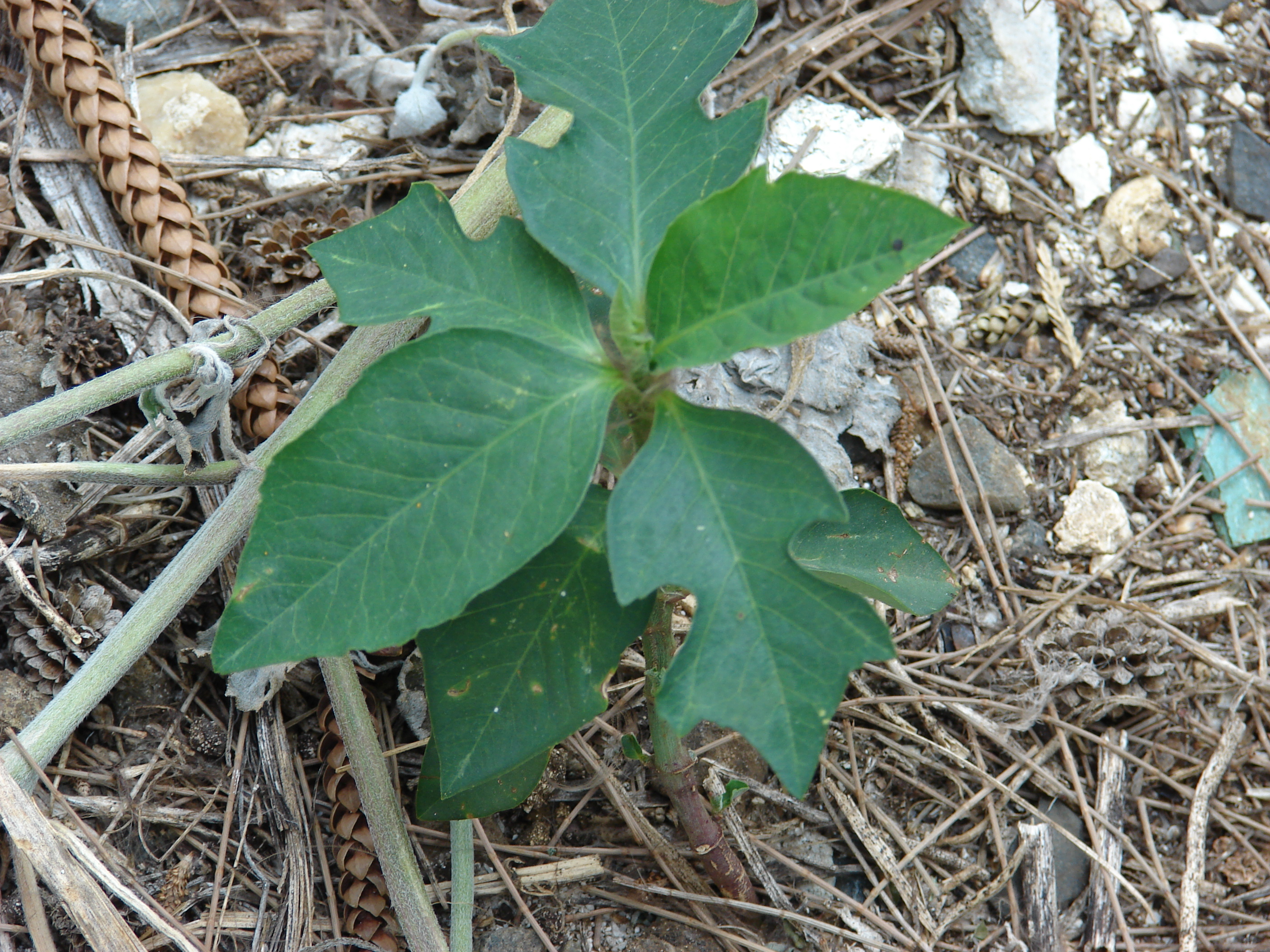